# Etheostoma chlorobranchium
Etheostoma chlorobranchium és una espècie de peix de la família dels pèrcids i de l'ordre dels perciformes.

## Morfologia
Els mascles poden assolir els 10 cm de longitud total.

## Distribució geogràfica
Es troba a Nord-amèrica: Carolina del Nord, Tennessee i Geòrgia.